# Hermann Rottengruber
Hermann Rottengruber (* 11. Juli 1968 in Mainburg, Deutschland) ist ein deutscher Maschinenbauingenieur.

## Leben
Nach der Schule und einer Ausbildung zum Kfz-Mechaniker in Mainburg studierte er Maschinenbau an der Technischen Universität München. Am dortigen Institut für Verbrennungskraftmaschinen und Kraftfahrzeuge schloss er seine Promotion im Jahr 1999 erfolgreich ab. Dabei beschäftigte er sich mit dem Betriebs- und Abgasverhalten eines Wasserstoff-Dieselmotors. Danach arbeitete er unter anderem bei der BMW AG als Projekt- und Teamleiter. 

Seit 2012 ist er Professor des Lehrstuhls Energiewandlungssysteme für mobile Anwendungen (EMA) an der Otto-von-Guericke-Universität Magdeburg. 

Unter anderem erstellt er wissenschaftliche Gutachten und ist Tagungsleiter des Symposiums Motor- und Aggregateakustik.

## Forschungsschwerpunkte
Otto-, Diesel- und Gasmotoren; alternative Antriebe und Kraftstoffe; Motorprozesssimulation; Motor- und Fahrzeugakustik

## Veröffentlichungen (Auswahl)
- Hermann Rottengruber: Untersuchung der Stickoxidbildung an einem Wasserstoff-Dieselmotor, Dissertation, München, 1999. (ISBN 3-89791-047-0)
- Veröffentlichungsliste Hermann Rottengruber[3]